# Missões diplomáticas da Venezuela

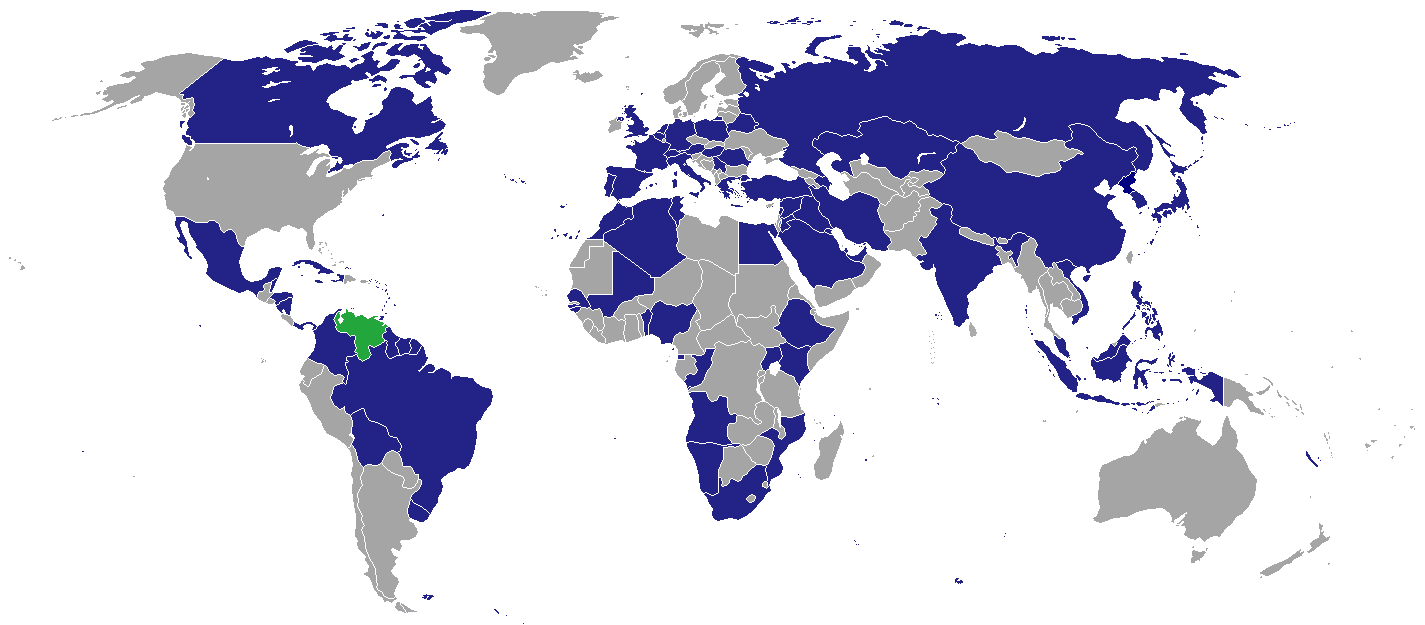
Mapa de missões diplomáticas da Venezuela

A República Bolivariana de Venezuela está reforçando seus vínculos com a América Latina, África, Ásia e o Oriente Médio. Abaixo se encontram as embaixadas e consulados da Venezuela.

## África

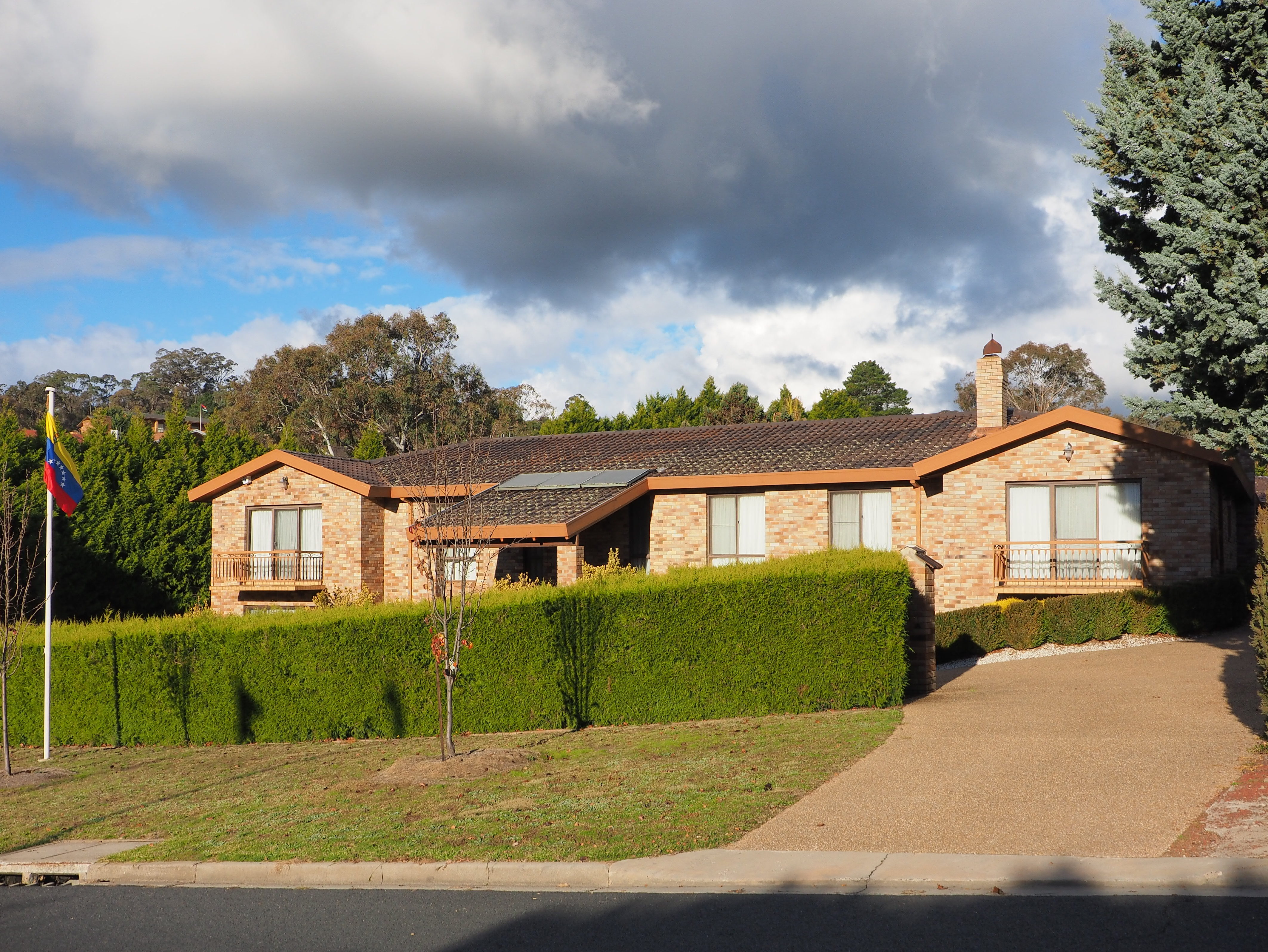
Embaixada da Venezuela em Camberra

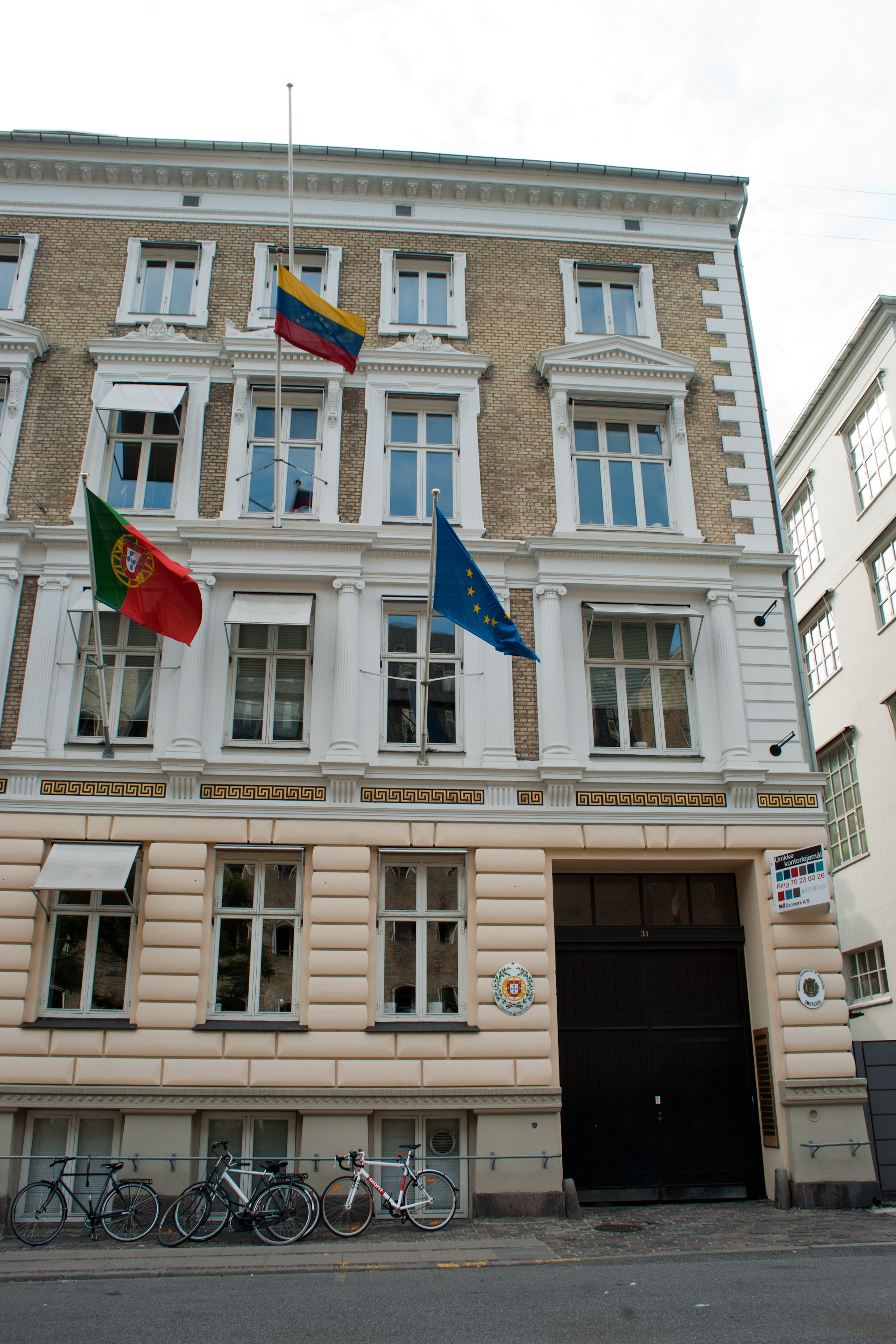
Embaixada da Venezuela em Copenhague

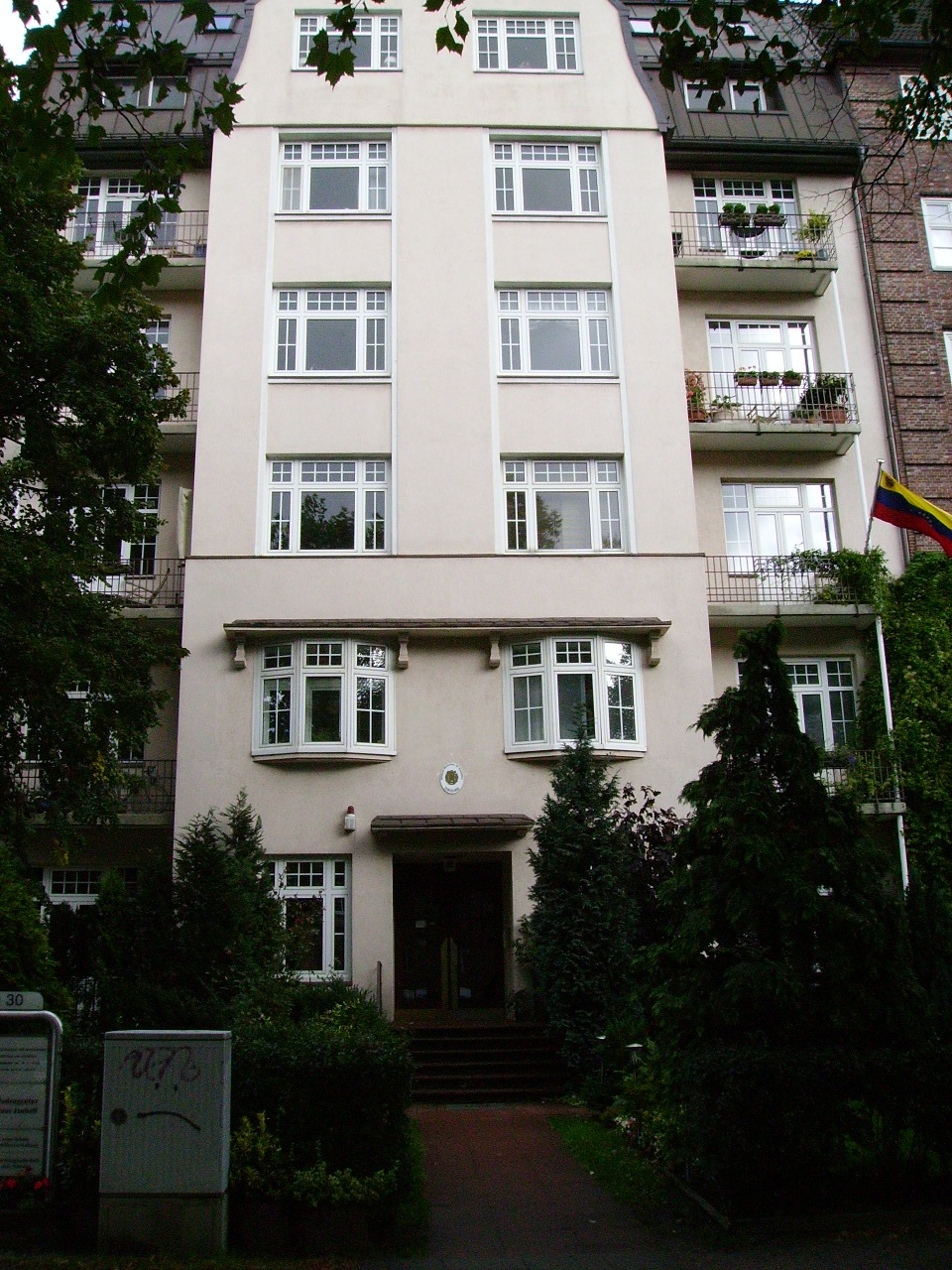
Consulado-Geral da Venezuela em Hamburgo

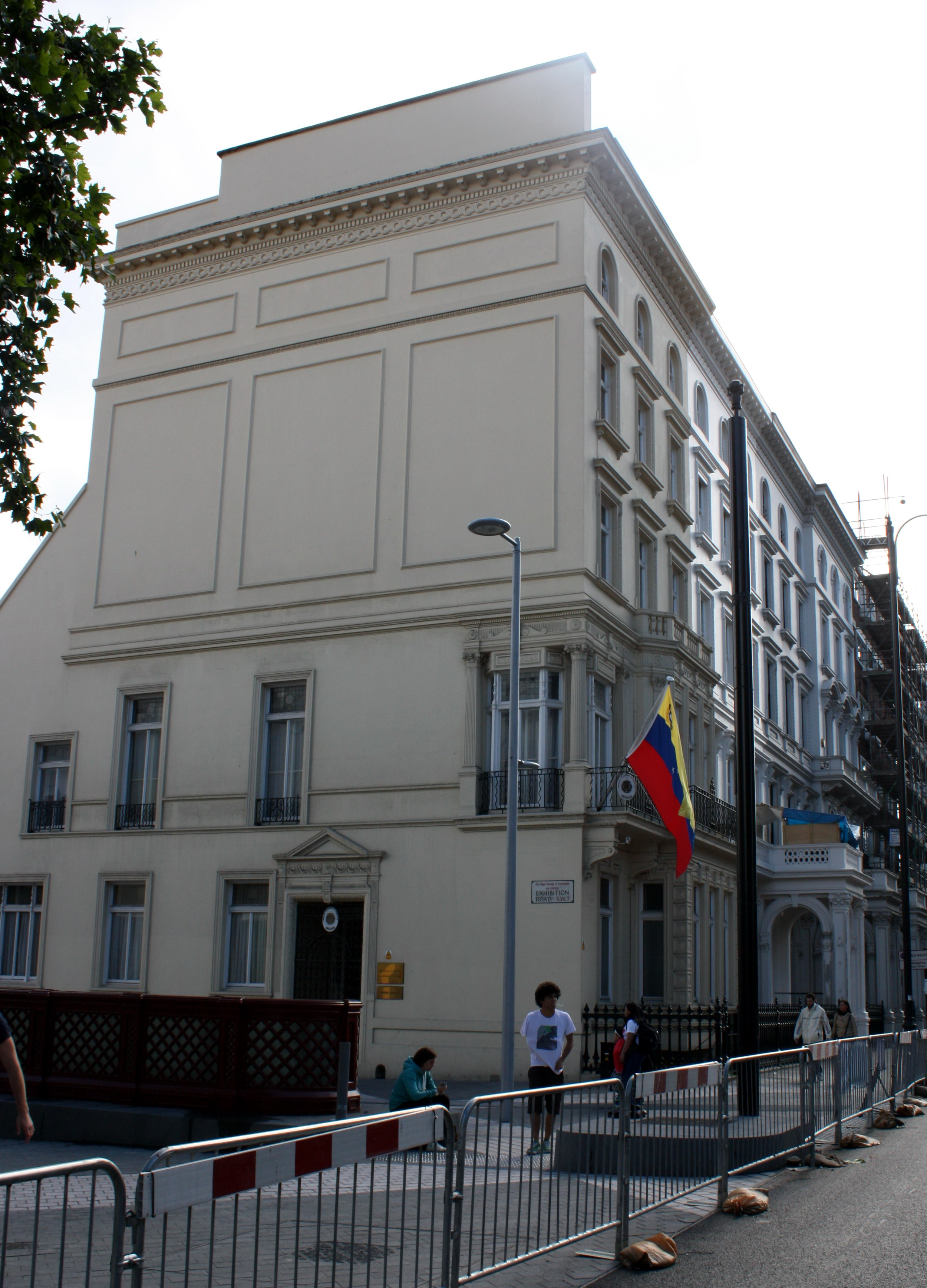
Embaixada da Venezuela em Londres

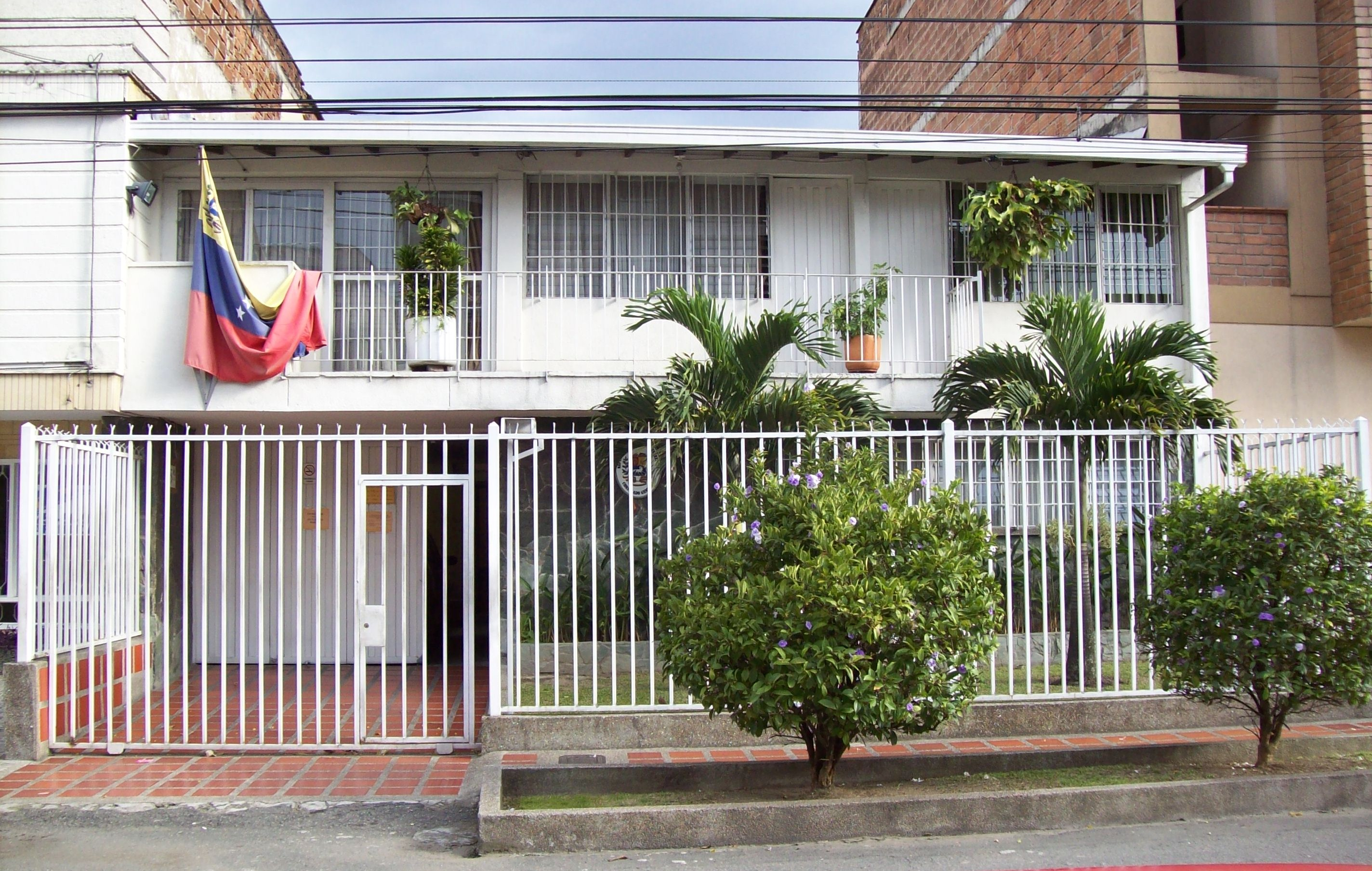
Consulado-Geral da Venezuela em Medellín

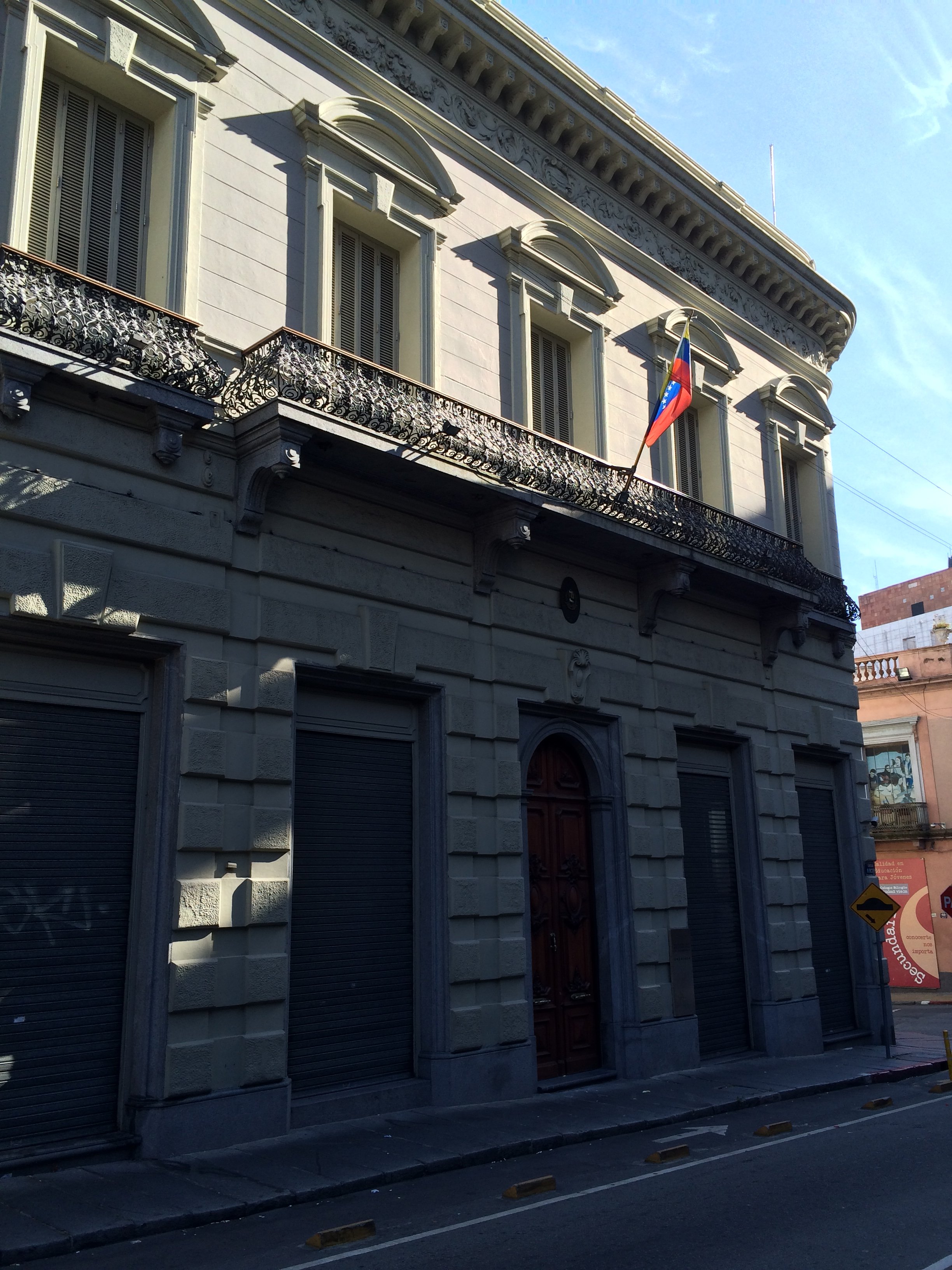
Embaixada da Venezuela em Montevidéu

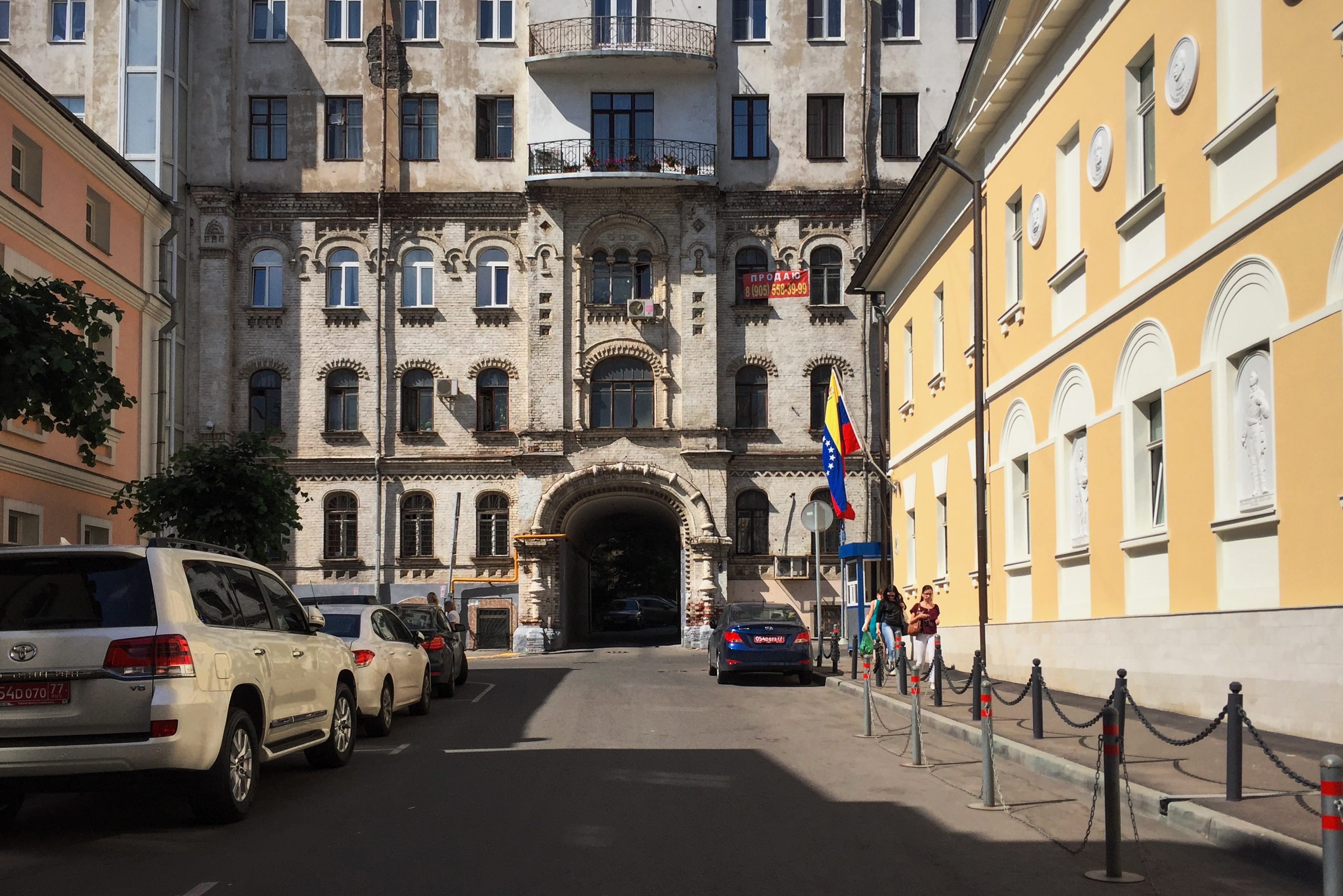
Embaixada da Venezuela em Moscou

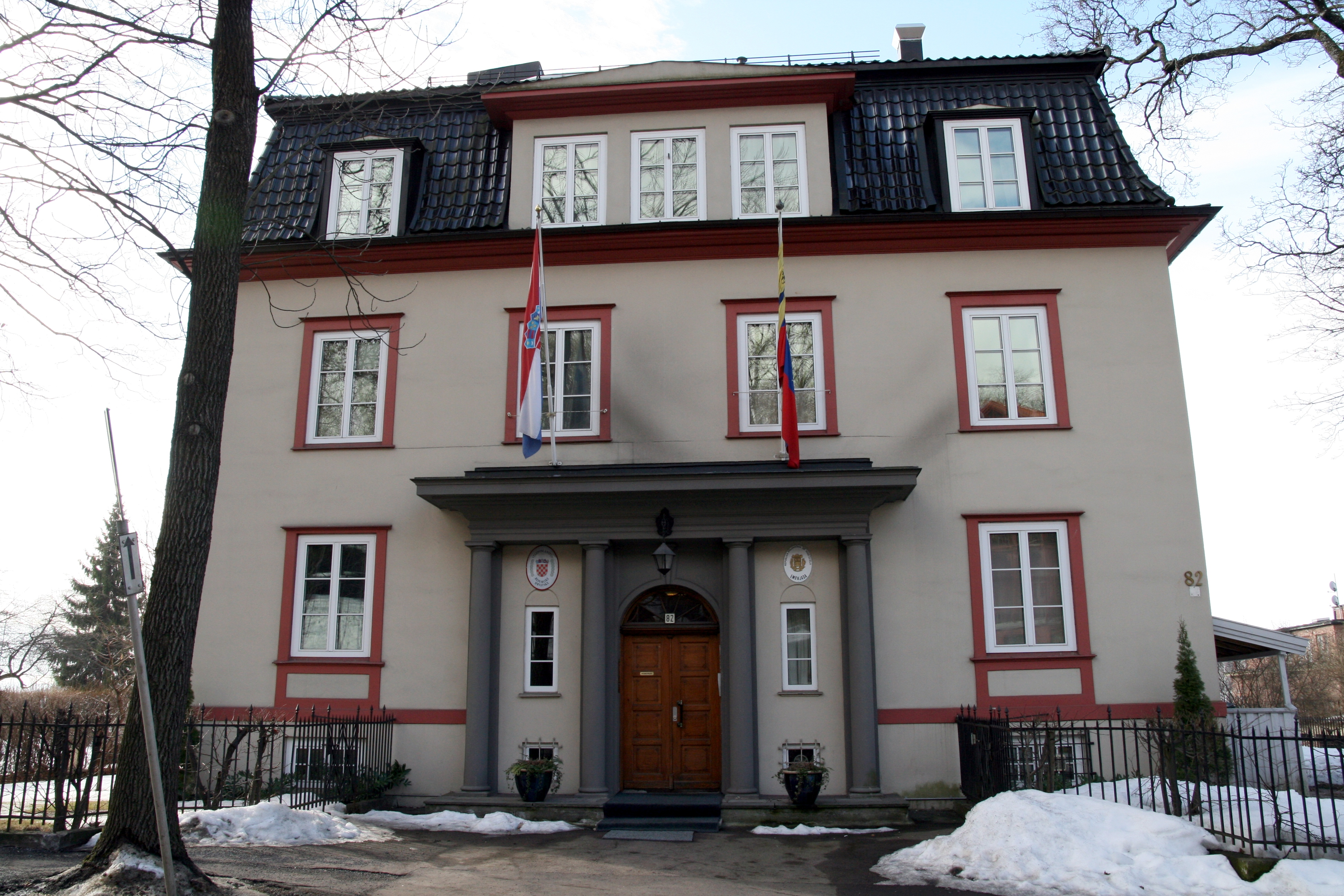
Embaixada da Venezuela em Oslo

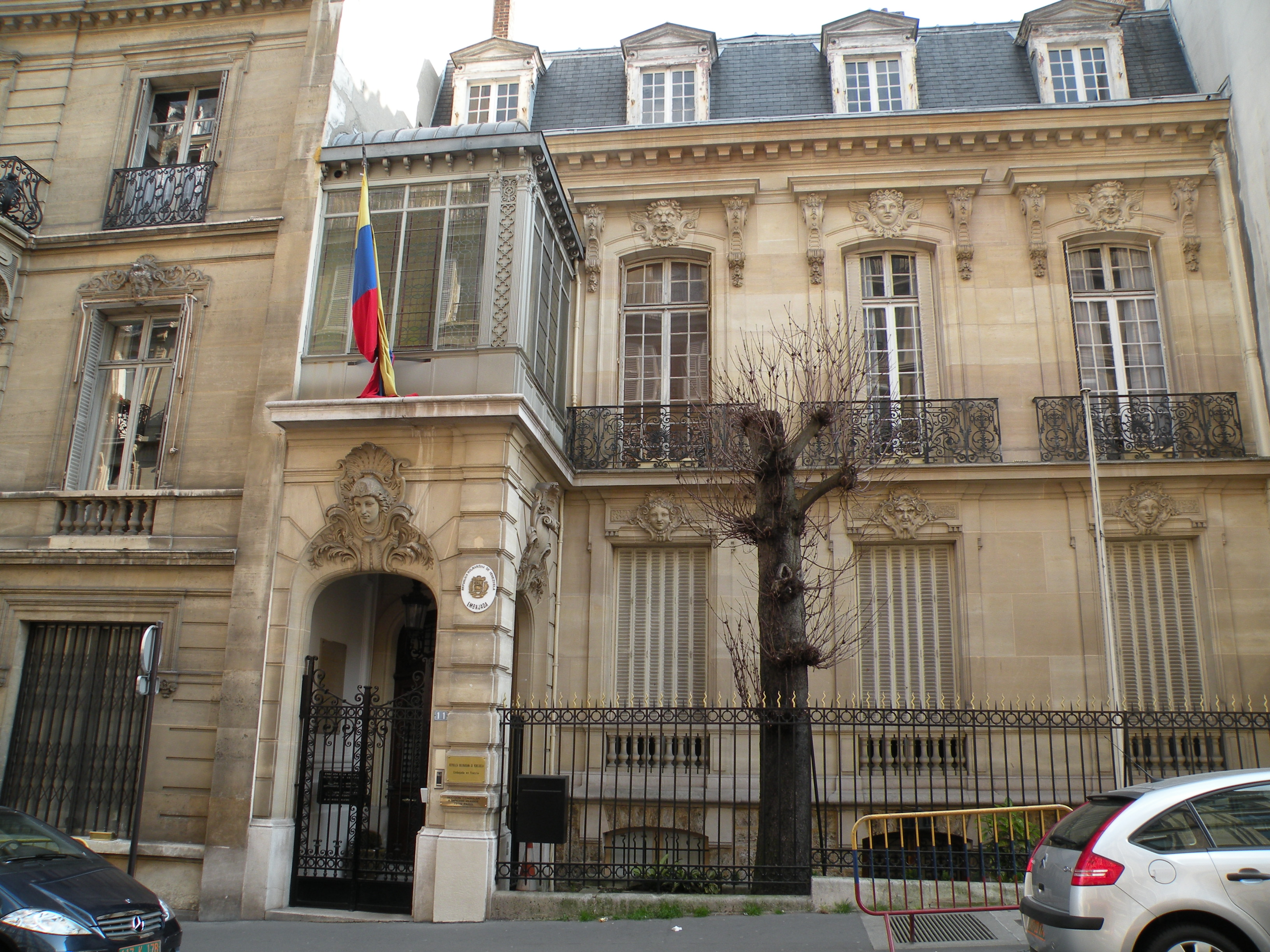
Embaixada da Venezuela em Paris

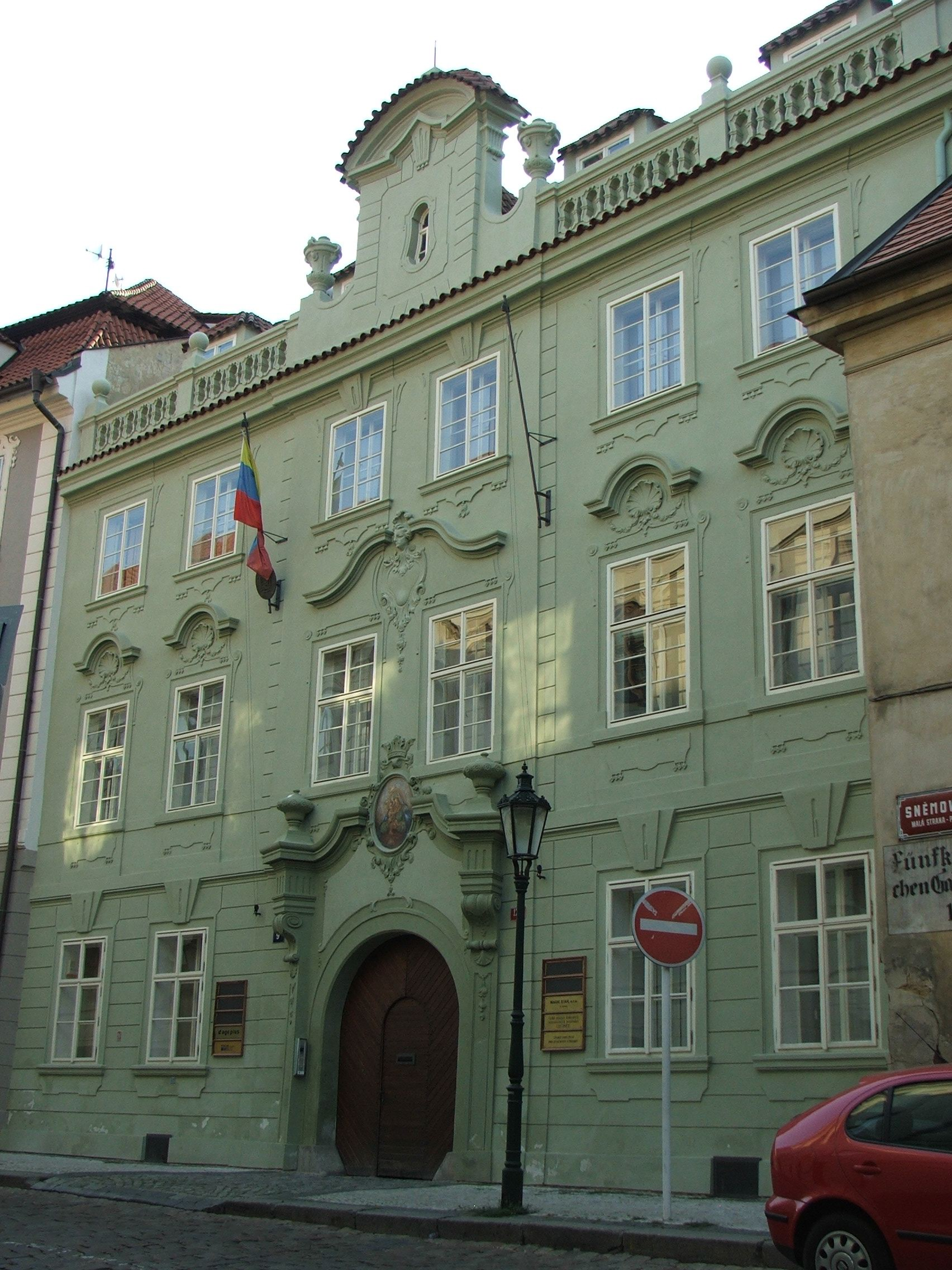
Embaixada da Venezuela em Praga

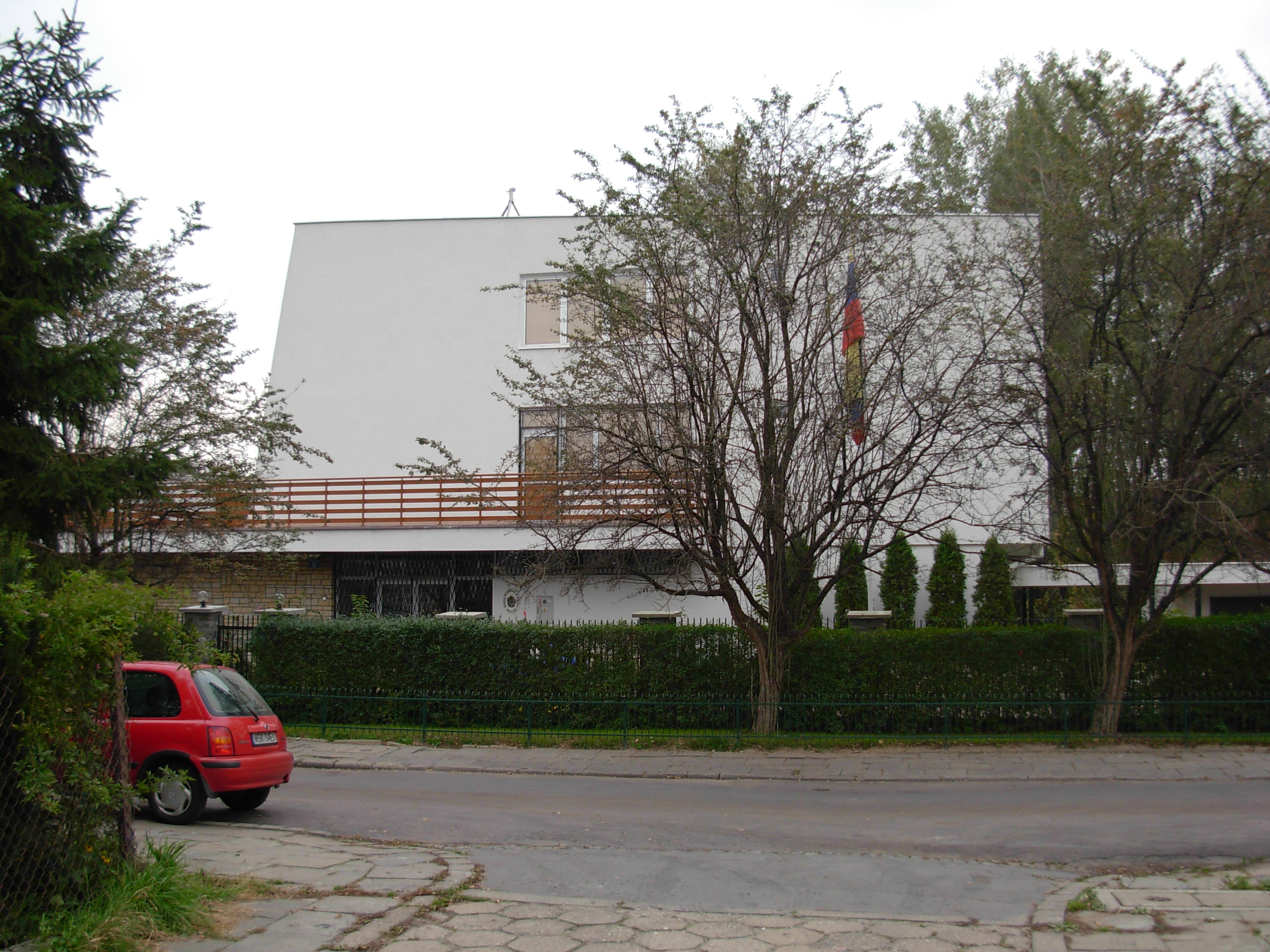
Embaixada da Venezuela em Varsóvia

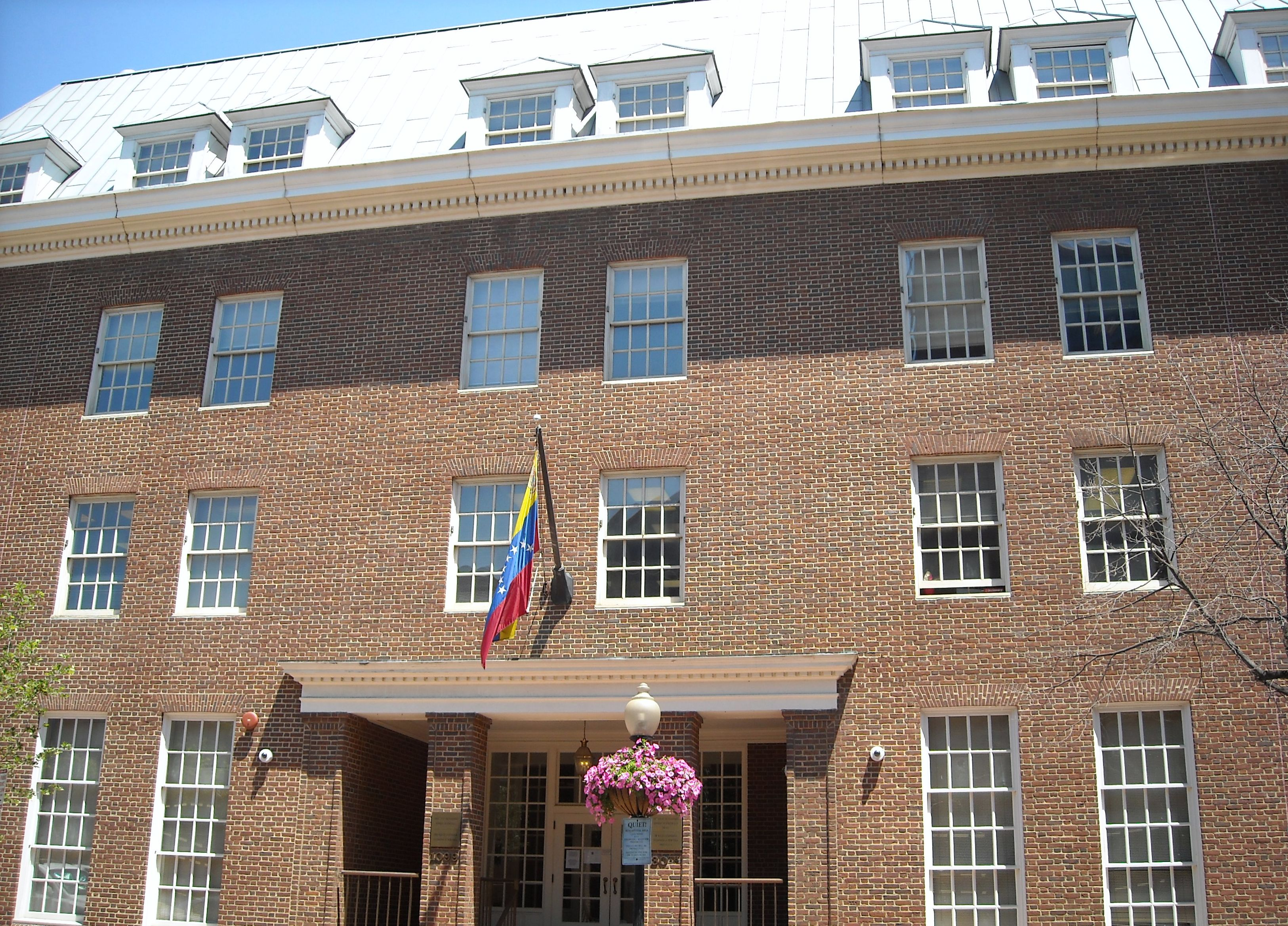
Embaixada da Venezuela em Washington, DC

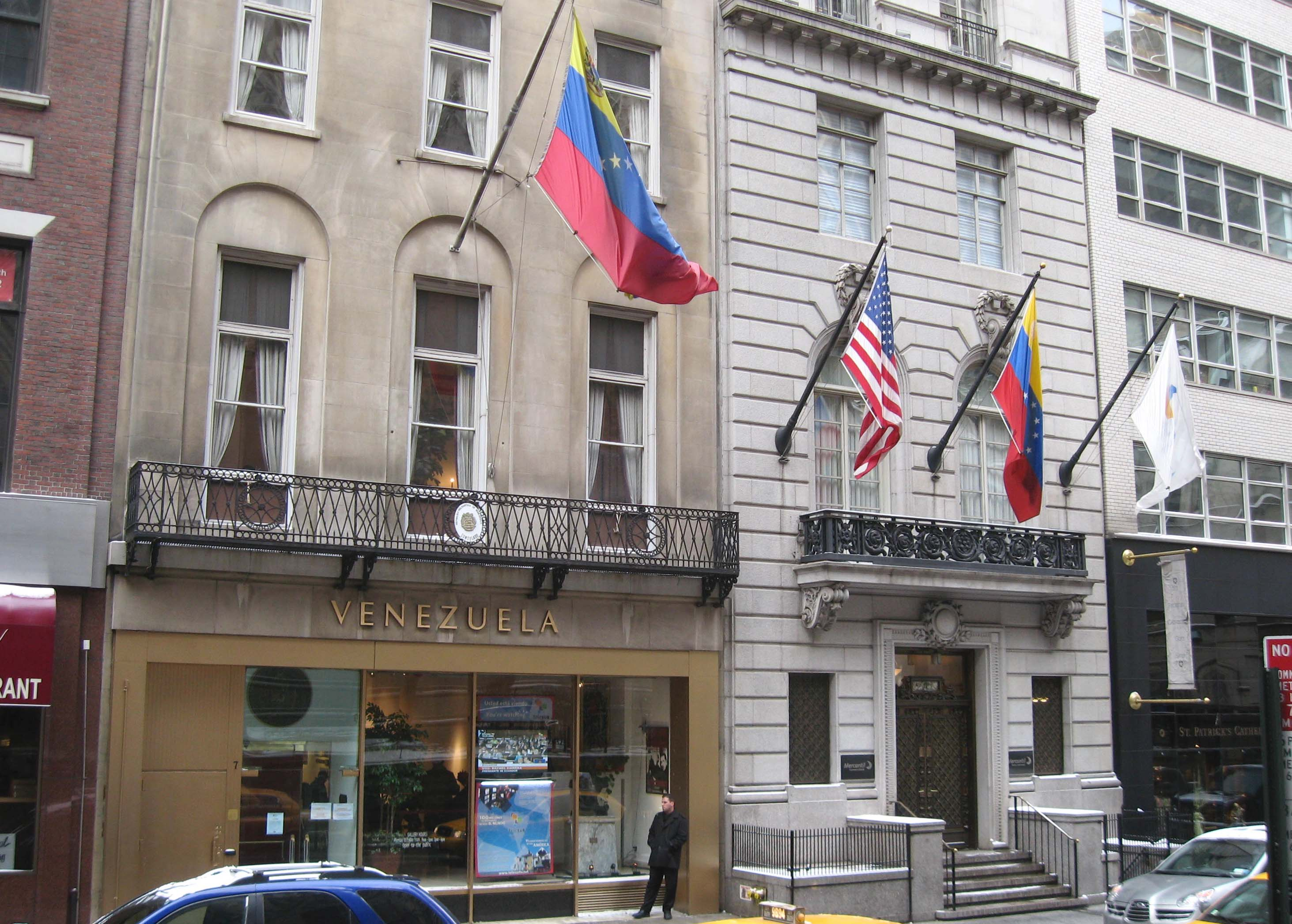
Consulado-Geral de Venezuela em Nova Iorque

- África do Sul
  - Pretória (Embaixada)
- Angola
  - Luanda (Embaixada)
- Argélia
  - Argel (Embaixada)
- Benim
  - Cotonu (Embaixada)
- Egito
  - Cairo (Embaixada)
- Etiópia
  - Adis Abeba (Embaixada)
- Guiné Equatorial
  - Malabo (Embaixada)
- Mali
  - Bamaco (Embaixada)
- Marrocos
  - Rabat (Embaixada)
- Moçambique
  - Maputo (Embaixada)
- Namíbia
  - Vinduque (Embaixada)
- Nigéria
  - Abuja (Embaixada)
- Quênia
  - Nairóbi (Embaixada)
- República do Congo
  - Brazavile (Embaixada)
- Senegal
  - Dacar (Embaixada)
- Sudão
  - Cartum (Embaixada)
- Tunísia
  - Tunis (Embaixada)

## América
- Antígua e Barbuda
  - São João (Embaixada)
- Barbados
  - Bridgetown (Embaixada)
- Belize
  - Belmopã (Embaixada)
- Bolívia
  - La Paz (Embaixada)
- Brasil
  - Brasília (Embaixada)
  - São Paulo (Consulado-Geral)
- Canadá
  - Otava (Embaixada)
  - Montreal (Consulado-Geral)
  - Toronto (Consulado-Geral)
  - Vancuver (Consulado-Geral)
- Colômbia
  - Bogotá (Embaixada)
  - Arauca (Consulado-Geral)
  - Barranquilla (Consulado-Geral)
  - Bucaramanga (Consulado-Geral)
  - Cartagena das Índias (Consulado-Geral)
  - Cúcuta (Consulado-Geral)
  - Medellín (Consulado-Geral)
  - Puerto Carreño (Consulado-Geral)
  - Riohacha (Consulado)
- Cuba
  - Havana (Embaixada)
- Dominica
  - Roseau (Embaixada)
- El Salvador
  - São Salvador (Embaixada)
- Estados Unidos
  - Washington, DC (Embaixada)
  - Boston (Consulado-Geral)
  - Chicago (Consulado-Geral)
  - Houston (Consulado-Geral)
  - Nova Iorque (Consulado-Geral)
  - Nova Orleães (Consulado-Geral)
  - San Francisco (Consulado-Geral)
  - São João, Porto Rico (Consulado-Geral)
- Granada
  - São Jorge (Embaixada)
- Guatemala
  - Cidade da Guatemala (Embaixada)
- Guiana
  - Georgetown (Embaixada)
- Haiti
  - Porto Príncipe (Embaixada)
- Honduras
  - Tegucigalpa (Embaixada)
- Jamaica
  - Kingston (Embaixada)
- México
  - Cidade do México (Embaixada)
- Nicarágua
  - Manágua (Embaixada)
- Santa Lúcia
  - Castries (Embaixada)
- São Cristóvão e Neves
  - Basseterre (Embaixada)
- São Vicente e Granadinas
  - Kingstown (Embaixada)
- Suriname
  - Paramaribo (Embaixada)
- Trinidad e Tobago
  - Porto da Espanha (Embaixada)

## Ásia
- Arábia Saudita
  - Riade (Embaixada)
- Catar
  - Doa (Embaixada)
- Cazaquistão
  - Astana (Embaixada)
- China
  - Pequim (Embaixada)
  - Honcongue (Consulado-Geral)
  - Xangai (Consulado-Geral)
- Coreia do Sul
  - Seul (Embaixada)
- Cuaite
  - Cidade do Cuaite (Embaixada)
- Emirados Árabes Unidos
  - Abu Dabi (Embaixada)
- Filipinas
  - Manila (Embaixada)
- Índia
  - Nova Déli (Embaixada)
- Indonésia
  - Jacarta (Embaixada)
- Irão
  - Teerã (Embaixada)
- Iraque
  - Bagdá (Embaixada)
- Japão
  - Tóquio (Embaixada)
- Jordânia
  - Amã (Embaixada)
- Líbano
  - Beirute (Embaixada)
- Malásia
  - Kuala Lumpur (Embaixada)
- Singapura
  - Singapura (Embaixada)
- Síria
  - Damasco (Embaixada)
- Turquia
  - Ancara (Embaixada)
  - Istambul (Consulado-Geral)
- Vietname
  - Hanói (Embaixada)

## Europa
- Alemanha
  - Berlim (Embaixada)
  - Francoforte (Consulado-Geral)
  - Hamburgo (Consulado-Geral)
- Áustria
  - Viena (Embaixada)
- Bélgica
  - Bruxelas (Embaixada)
- Bielorrússia
  - Minsque (Embaixada)
- Bulgária
  - Sófia (Embaixada)
- Chipre
  - Nicósia (Embaixada)
- Espanha
  - Madri (Embaixada)
  - Barcelona (Consulado-Geral)
  - Bilbau (Consulado-Geral)
  - Santa Cruz de Tenerife (Consulado-Geral)
  - Vigo (Consulado-Geral)
- França
  - Paris (Embaixada)
  - Forte da França, Martinica (Consulado-Geral)
- Grécia
  - Atenas (Embaixada)
- Hungria
  - Budapeste (Embaixada)
- Itália
  - Roma (Embaixada)
  - Milão (Consulado-Geral)
  - Nápoles (Consulado-Geral)
- Noruega
  - Oslo (Embaixada)
- Países Baixos
  - Haia (Embaixada)
  - Kralendijk, Bonaire (Consulado-Geral)
  - Oranjestad, Aruba (Consulado-Geral)
  - Willemstad, Curaçau (Consulado-Geral)
- Polónia
  - Varsóvia (Embaixada)
- Portugal
  - Lisboa (Embaixada)
  - Funchal, Ilha da Madeira (Consulado-Geral)
  - Porto (Consulado-Geral)
- Reino Unido
  - Londres (Embaixada)
- Roménia
  - Bucareste (Embaixada)
- Rússia
  - Moscou (Embaixada)
- Santa Sé
  - Roma (Embaixada)
- Sérvia
  - Belgrado (Embaixada)
- Suécia
  - Estocolmo (Embaixada)
- Suíça 
  - Berna (Embaixada)

## Oceania
- Austrália
  - Camberra (Embaixada)

## Organizações Multilaterais
- Adis Abeba (Observador Permanente junto da União Africana)
- Bruxelas (Missão Permanente de Venezuela junto da União Europeia)
- Genebra (Missão Permanente de Venezuela junto às Nações Unidas e outras organizações internacionais)
- Montevidéu (Missão Permanente de Venezuela junto à ALADI e ao Mercosul)
- Nairóbi (Missão Permanente de Venezuela junto as Nações Unidas e outras organizações internacionais)
- Nova Iorque (Missão Permanente de Venezuela junto das Nações Unidas)
- Paris (Missão Permanente de Venezuela junto da Unesco)
- Roma (Missão Permanente de Venezuela junto da Organização das Nações Unidas para a Alimentação e a Agricultura)
- Viena (Missão Permanente de Venezuela junto das Nações Unidas)
- Washington DC (Missão Permanente de Venezuela junto da Organização dos Estados Americanos)

### Artigos relacionados
- Política da Venezuela